# Ceyreste
Ceyreste  é uma comuna francesa na região administrativa da Provença-Alpes-Costa Azul, no departamento de Bouches-du-Rhône. Estende-se por uma área de 22,61 km². Em 2010 a comuna tinha 4 764 habitantes (densidade: 210,7 hab./km²).